# Prezidentské volby v Abcházii 2019
Volba prezidenta Abcházie v roce 2019 byla v pořadí osmá volba prezidenta této částečně mezinárodně uznané kavkazské země a v pořadí sedmá přímá volba hlavy státu. Abchazské lidové shromáždění stanovilo termín volby nejprve na 21. července, avšak termín byl nakonec pod tlakem příznivců Aslana Bžaniji odložen na 25. srpna kvůli skutečnosti, že tento kandidát na prezidenta byl během návštěvy Ruska otráven. Bžanija, jenž patřil mezi favority z řad kandidátů opozice, skončil kvůli otravě ve vážném stavu v moskevské nemocnici.
Úřadující prezident Raul Chadžimba se ve volbách ucházel o druhý mandát. První kolo se odehrálo 25. srpna, druhé kolo se konalo 8. září. Zvolen byl nakonec úřadující prezident Raul Chadžimba, jenž vyhrál velmi těsným rozdílem. Poražený kandidát však podal odvolání proti výsledkům voleb a Nejvyšší soud nakonec výsledky 10. ledna 2020 zrušil a nařídil opakování voleb.

## Kandidáti
Registrace kandidátů ucházejících se o pozici prezidenta Republiky Abcházie začala 26. června. Do volebního klání se původně hlásilo 11 kandidátů, avšak registrace byla potvrzena u devíti z nich. Jeden původně ohlášený kandidát kandidaturu vzdal, u druhého kandidáta byla žádost o registraci zamítnuta. V následující tabulce jsou kandidáti na prezidenta a jejich kandidáti na viceprezidenta seřazeni abecedně:
| Kandidát na prezidenta | Zaměstnání, zkušenosti s politikou                 | Politická strana             | Kandidát na viceprezidenta |
| --- | -------------------------------------------------- | ---------------------------- | -------------------------- |
| Šamil Adzynba | Vicepremiér (2014–2016)                            | -                            | Rafael Ampar               |
| Artur Ankvab | Historik, univerzitní pedagog                      | -                            | Soslan Salakaja            |
| Oleg Aršba | Náměstek ministra zahraničí                        | -                            | Oleg Barcic                |
| Leonid Dzapšba | Předseda Akzaary, Ministr vnitra (2010–2016)       | Akzaara                      | Vianor Ašba                |
| Almas Džapva | Poslanec                                           | Nezávislý                    | Vadim Smyr                 |
| Raul Chadžimba | Úřadující prezident Abcházie                       | Fórum pro Jednotnou Abcházii | Aslan Barcic               |
| Astamur Kakalija | Podnikatel, diplomat                               | -                            | Astamur Aiba               |
| Alchas Kvicinija | Předseda Amcachary                                 | Amcachara                    | Dmitrij Dbar               |
| Astamur Tarba | Bývalý ředitel státní bezpečnostní služby Abcházie | -                            | Tamazi Kecba               |
| Aslan Bžanija se po otravě v Rusku rozhodl stáhnout svou kandidaturu ze zdravotních důvodů.                                                                            |                                                    |                              |                            |
| Astamur Otyrba byl z kandidátní listiny vyřazen poté, kdy se jeho kandidát na viceprezidenta David Dasanija vzdal kandidatury, a nedokázal za něj včas sehnat náhradu. |                                                    |                              |                            |

## Hlasování a výsledky

### První kolo
První kolo voleb bylo stanoveno na neděli 25. srpna 2019 a hlasovací místa se voličům otevřela v 8:00 místního času. Hlasování probíhalo v 35 volebních obvodů, jež byly dále rozděleny na celkem 152 volebních okrsků. Další dva volební okrsky byly otevřeny v zahraničí: jeden v Moskvě a jeden v Čerkesku. Původně měl být otevřen i třetí zahraniční volební okrsek v tureckém Istanbulu, avšak záměr byl nakonec zrušen. Na průběh hlasování dohlíželo 67 mezinárodních pozorovatelů, kteří do Abcházie přicestovali z Ruska, Jižní Osetie, Doněcké republiky, Luhanské republiky, Náhorního Karabachu, Podněstří, Běloruska, Německa, Slovenska a Číny. O průběhu voleb přinášelo podrobné informace 79 novinářů.
Volební místnosti se uzavřely ve 20:00 místního času a v předběžně bylo zjištěno, že volební účast dosáhla minimálně 56 % oprávněných voličů. Kompletní výsledky byly zveřejněny až následující den.
Po provedení všech součtů bylo oznámeno, že volební účast byla ve skutečnosti ještě o 10 % vyšší než předběžný odhad učiněný krátce po uzavření volebních místností. Dosáhla 66,55 %, přičemž se voleb zúčastnilo 86 138 hlasujících. Průběh voleb nenarušil žádný významný incident. V následující tabulce jsou uvedeny výsledky prvního kola voleb, ve kterém uspěli úřadující prezident Raul Chadžimba a Alchas Kvicinija. Na třetím místě skončil v těsném závěsu za Kvicinijou Oleg Aršba. Ostatní kandidáti neuspěli se ziskem řádově v jednotkách procent.
| Pořadí                | Kandidát na prezidenta | Počet hlasů | Počet hlasů v % |
| --------------------- | ---------------------- | ----------- | --------------- |
| 1.                    | Raul Chadžimba         | 20 544      | 23,85 %         |
| 2.                    | Alchas Kvicinija       | 18 929      | 21,97 %         |
| 3.                    | Oleg Aršba             | 18 665      | 21,60 %         |
| 4.                    | Astamur Tarba          | 5 695       | 6,60 %          |
| 5.                    | Leonid Dzapšba         | 4 935       | 5,70 %          |
| 6.                    | Šamil Adzynba          | 3 579       | 4,15 %          |
| 7.                    | Almas Džapva           | 1 753       | 2,00 %          |
| 8.                    | Artur Ankvab           | 1 403       | 1,60 %          |
| 9.                    | Astamur Kakalija       | 841         | 0,97 %          |
| Proti všem kandidátům | Proti všem kandidátům  | 1 677       | 1,94 %          |
| Neplatné hlasy        | Neplatné hlasy         | 4 770       | 5,5 %           |
| Neodevzdané hlasy?    | Neodevzdané hlasy?     | 3 347       | 4,12 %          |
| Celkem                | Celkem                 | 86 138      | 100 %           |

### Druhé kolo
Konání druhého kola voleb bylo stanoveno na neděli 8. září 2019, tedy 14 dnů po prvním kole. Do druhého kola postoupili úřadující prezident Raul Chadžimba a jeho protikandidát Alchas Kvicinija. Hlasovací místa se toho dne voličům otevřela opět v 8:00 místního času ve stejných volebních obvodech jako v prvním kole. Na průběh hlasování opět dohlíželi mezinárodní pozorovatelé. Volební místnosti se uzavřely opět ve 20:00 místního času, sčítání probíhalo během noci a výsledky byly zveřejněny až následující den.
Po provedení všech součtů bylo oznámeno, že volební účast dosáhla 65,99 %, přičemž se voleb zúčastnilo 83 964 hlasujících. Průběh voleb nenarušil žádný významný incident, pouze došlo ke zpoždění sčítání odevzdaných volebních lístků v horské vesnici Pschu, avšak to dle ředitele Ústřední volební komise nemohlo nijak ovlivnit konečný výsledek. V následující tabulce jsou uvedeny výsledky druhého kola voleb, ve kterém uspěl úřadující prezident Raul Chadžimba.
| Pořadí                | Kandidát na prezidenta | Počet hlasů | Počet hlasů v % |
| --------------------- | ---------------------- | ----------- | --------------- |
| 1.                    | Raul Chadžimba         | 39 793      | 47,39 %         |
| 2.                    | Alchas Kvicinija       | 38 766      | 46,17 %         |
| Proti všem kandidátům | Proti všem kandidátům  | 3 155       | 3,75 %          |
| Neplatné hlasy        | Neplatné hlasy         | 2 249       | 2,68 %          |
| Neodevzdané hlasy?    | Neodevzdané hlasy?     | 1           | 0,01 %          |
| Celkem                | Celkem                 | 83 964      | 100 %           |

Poražený kandidát, Alchas Kvicinija, podal po oznámení výsledků Ústřední volební komisí žalobu u Nejvyššího soudu Republiky Abcházie ve snaze rozhodnutí komise zneplatnit z důvodu jejích administrativních pochybení. Nejvyšší soud tuto žalobu 20. září 2019 zamítl.
Chadžimba byl do svého druhého funkčního období inaugurován dne 9. října 2019. Ceremoniál proběhl za přítomnosti soudců abchazského Ústavního soudu a poslanců Abchazského lidového shromáždění.

## Anulování voleb
Opozice v čele s poraženým kandidátem Kvicinijou se však s rozhodnutím nesmířil a napadl výsledek voleb odvoláním ke kasačnímu odboru Nejvyššího soudu znovu a tentokrát uspěl. Nejvyšší soud tedy nakonec prohlásil výsledky voleb i příslušné protokoly Ústřední volební komise za neplatné, zrušil své rozhodnutí z 20. září 2019 a nařídil nové volby. Prezident Chadžimba toto rozhodnutí soudu zpochybnil a hodlal se bránit. V Abcházii vypukly protesty a protestující podporovatelé opozice obsadili i některé vládní budovy. Raul Chadžimba pak o dva dny později v zájmu zachování stability země na funkci prezidenta Republiky Abcházie rezignoval.